# Z-8 (1970)
Z-8 – polski okręt pomocniczy – zbiornikowiec paliwa typu B199 (jednostka bliźniacza Z-3), zbudowany przez stocznię rzeczną we Wrocławiu. Okręt przeznaczony do transportu i zaopatrywania w morzu i porcie w paliwo i środki smarne. Z-8 może przetransportować 649 ton oleju napędowego, 21 oleju smarnego dla innych jednostek i 3 tony paliwa lotniczego.

## Geneza
Po II Wojnie Światowej w skład PMW weszły 4 zbiornikowce: Z-1, Z-2, Z-3 i Z-4. W latach 60. XX wieku zdecydowano o budowie zbiornikowców paliwowych i wodno-transportowych. Efektem tych prac były 3 bliźniaczo podobne jednostki. Dwie z tych jednostek przeznaczono do transportu paliwa, a jedną do transportu wody i żywności. 
Zbiornikowce paliwowe to: Z-8 i Z-3, a zbiornikowiec wodny to Z-9.

## Służba
Podniesienie bandery na Z-8 odbyło się 21 lipca 1970 roku. W czerwcu 1975 roku okręt uczestniczył w ćwiczeniach o kryptonimie Posejdon-75. W dniach 4–26 maja 1983 roku Z-8 wziął udział w wielkich ćwiczeniach sił Marynarki Wojennej o kryptonimie Reda-83.

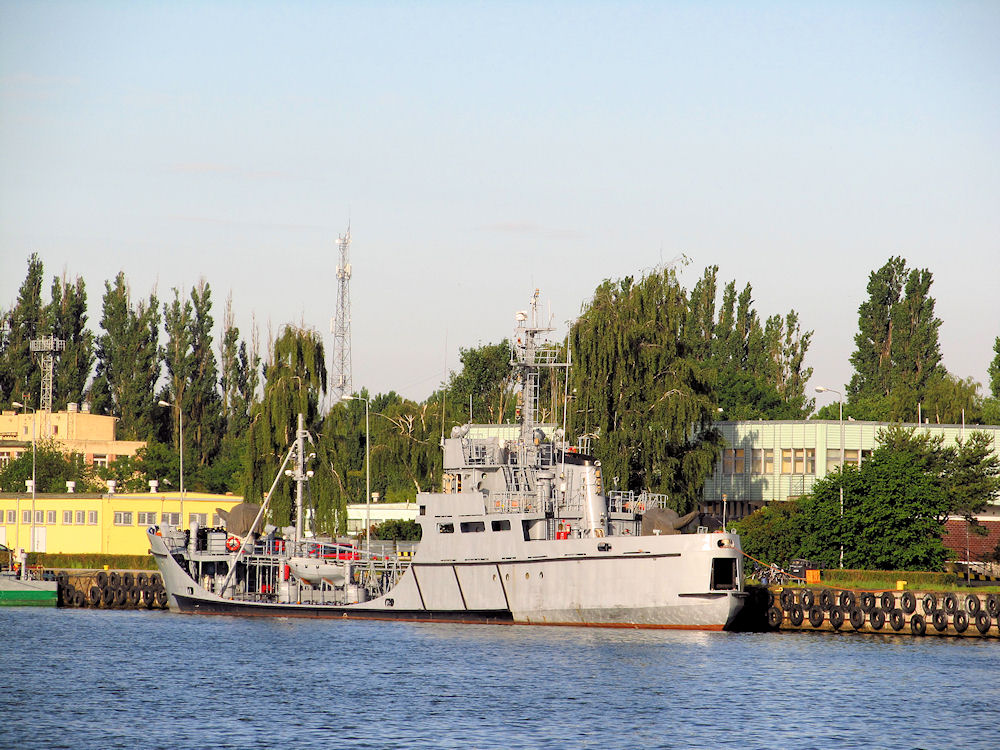
Z-8 w porcie w 2016 roku na zdjęciu od rufy

Emblemat Z-8

Obecnie okręt służy w składzie 8 Flotylli Obrony Wybrzeża (od 1 lipca 2007 roku) w 12. Wolińskim Dywizjonie Trałowców w Świnoujściu (od 27 czerwca 2011 roku). Został wyremontowany w 2013 roku. Zbiornikowiec został wyremontowany ponownie w 2022 roku.